# Nanguneri
Nanguneri é uma panchayat (vila) no distrito de Tirunelveli, no estado indiano de Tamil Nadu.

## Geografia
Nanguneri está localizada a 8° 29′ N, 77° 40′ L. Tem uma altitude média de 141 metros (462 pés).

## Demografia
Segundo o censo de 2001,  Nanguneri  tinha uma população de 6764 habitantes. Os indivíduos do sexo masculino constituem 49% da população e os do sexo feminino 51%. Nanguneri tem uma taxa de literacia de 76%, superior à média nacional de 59.5%: a literacia no sexo masculino é de 83% e no sexo feminino é de 70%. Em Nanguneri, 10% da população está abaixo dos 6 anos de idade.